# Laignes
Ne doit pas être confondu avec Laigne.
Laignes est une commune française située dans le département de la Côte-d'Or en région Bourgogne-Franche-Comté.

## Géographie

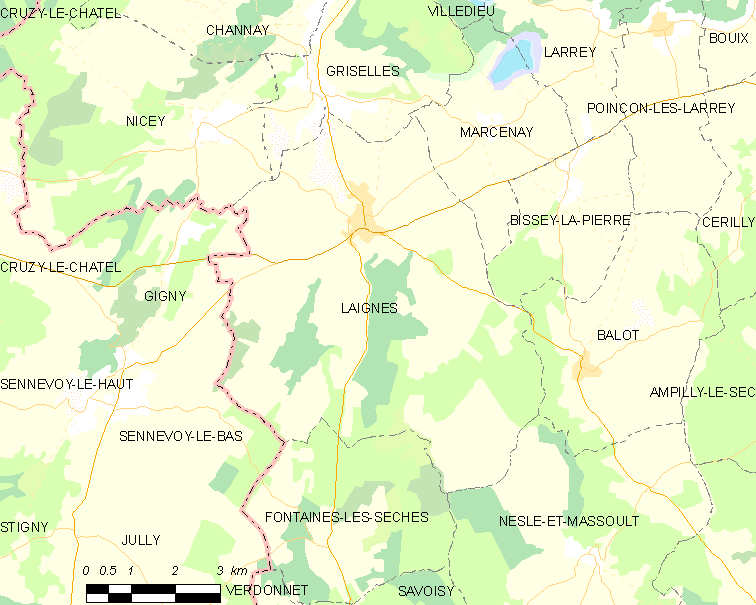

Laignes présente une superficie totale de 40 km2 à une altitude moyenne de 220 m.

### Accès
Laignes est traversé par la départementale 965 reliant Auxerre à Chaumont.
Les gares les plus proches se trouvent à Nuits (17,07 kilomètres) et Montbard (25,01 kilomètres). Une liaison par car permet de rejoindre la gare de Montbard (TGV).

### Hydrographie
La Laigne y prend source dans une résurgence qui forme un bassin au centre-ville au niveau de la mairie.

### Climat
Pour des articles plus généraux, voir Climat de la Bourgogne-Franche-Comté et Climat de la Côte-d'Or.
En 2010, le climat de la commune est de type climat océanique dégradé des plaines du Centre et du Nord, selon une étude du Centre national de la recherche scientifique s'appuyant sur une série de données couvrant la période 1971-2000. En 2020, Météo-France publie une typologie des climats de la France métropolitaine dans laquelle la commune est exposée à un climat océanique altéré et est dans la région climatique  Lorraine, plateau de Langres, Morvan, caractérisée par un hiver rude (1,5 °C), des vents modérés et des brouillards fréquents en automne et hiver. 
Pour la période 1971-2000, la température annuelle moyenne est de 10,2 °C, avec une amplitude thermique annuelle de 15,8 °C. Le cumul annuel moyen de précipitations est de 835 mm, avec 11,9 jours de précipitations en janvier et 8,3 jours en juillet. Pour la période 1991-2020, la température moyenne annuelle observée sur la station météorologique de Météo-France la plus proche, « Cruzy_sapc », sur la commune de Cruzy-le-Châtel à 11 km à vol d'oiseau, est de 11,1 °C et le cumul annuel moyen de précipitations est de 845,8 mm,. Pour l'avenir, les paramètres climatiques de la commune estimés pour 2050 selon différents scénarios d'émission de gaz à effet de serre sont consultables sur un site dédié publié par Météo-France en novembre 2022.

## Urbanisme

### Typologie
Au 1er janvier 2024, Laignes est catégorisée commune rurale à habitat dispersé, selon la nouvelle grille communale de densité à 7 niveaux définie par l'Insee en 2022.
Elle est située hors unité urbaine. Par ailleurs la commune fait partie de l'aire d'attraction de Châtillon-sur-Seine, dont elle est une commune de la couronne,. Cette aire, qui regroupe 60 communes, est catégorisée dans les aires de moins de 50 000 habitants,.

### Occupation des sols
L'occupation des sols de la commune, telle qu'elle ressort de la base de données européenne d’occupation biophysique des sols Corine Land Cover (CLC), est marquée par l'importance des territoires agricoles (71 % en 2018), une proportion sensiblement équivalente à celle de 1990 (71,2 %). La répartition détaillée en 2018 est la suivante : 
terres arables (69,4 %), forêts (26,6 %), zones urbanisées (2,4 %), zones agricoles hétérogènes (1,5 %). L'évolution de l’occupation des sols de la commune et de ses infrastructures peut être observée sur les différentes représentations cartographiques du territoire : la carte de Cassini (XVIIIe siècle), la carte d'état-major (1820-1866) et les cartes ou photos aériennes de l'IGN pour la période actuelle (1950 à aujourd'hui).

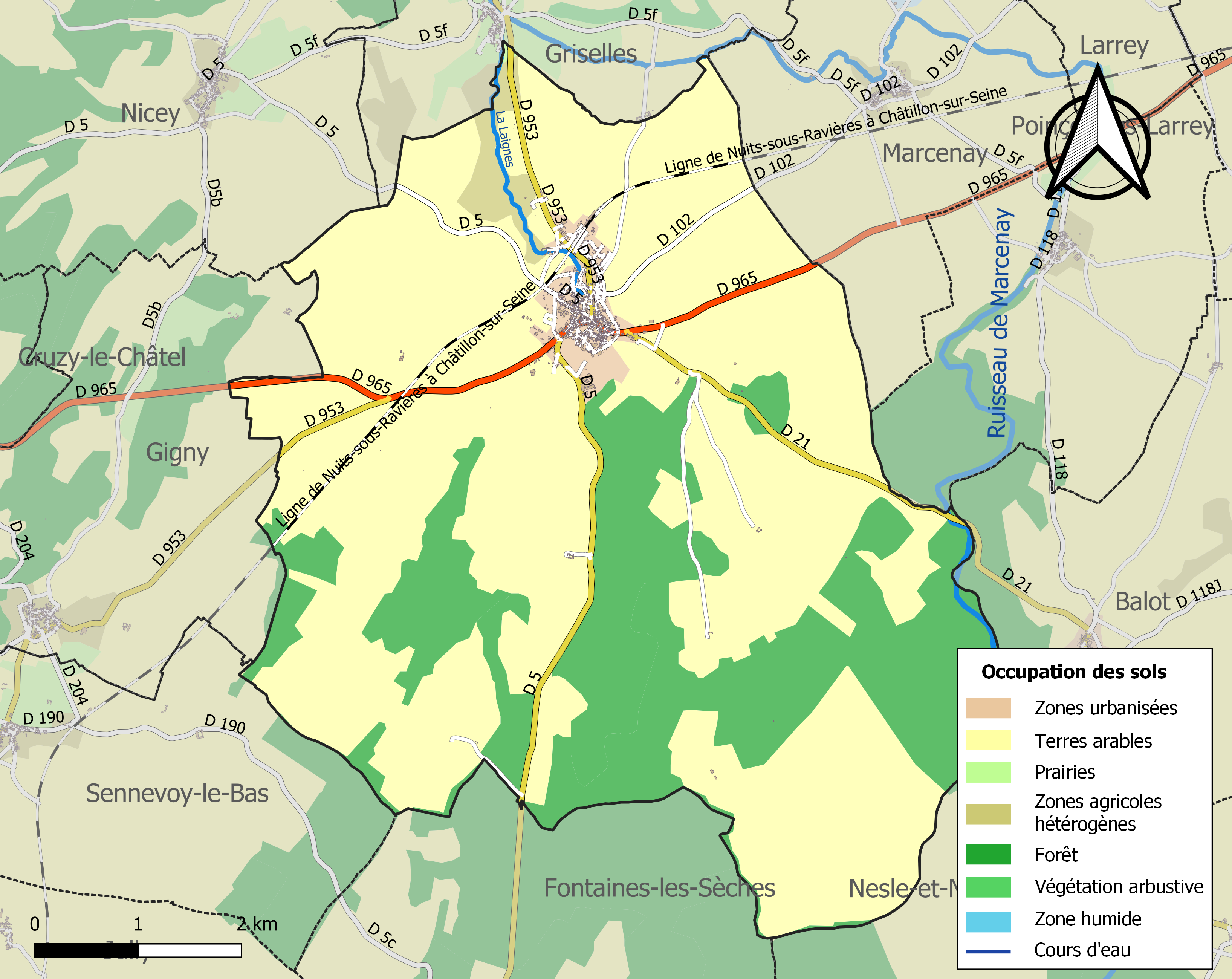
Carte des infrastructures et de l'occupation des sols de la commune en 2018 (CLC).

## Histoire

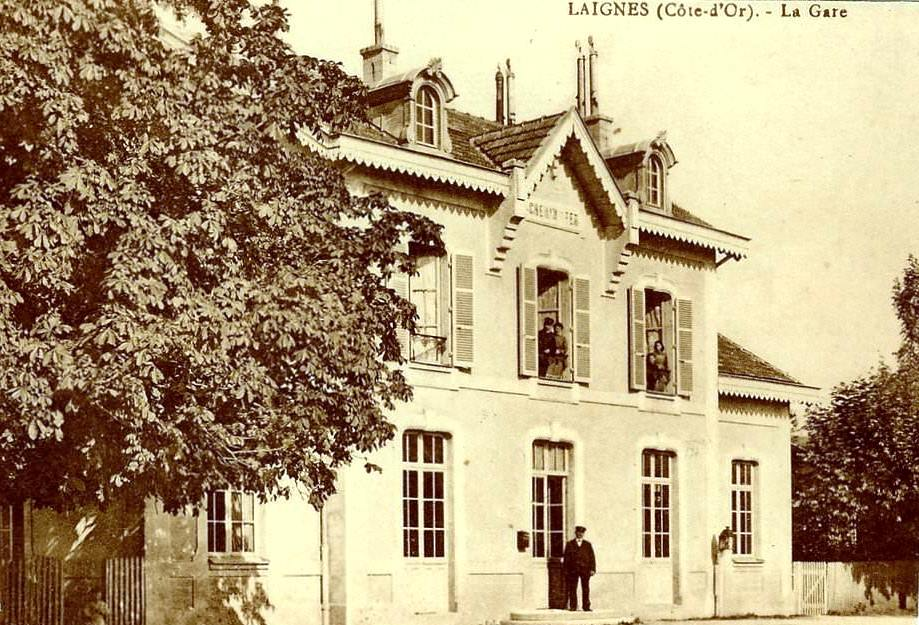
La gare de Laignes, fermée en 1938.jpg

### Préhistoire et Antiquité
Silex polis et tumulus de l'âge du fer attestent d'une occupation ancienne du site. Le croisement des voies romaines de d'Auxerre à Langres et d'Alise à Vertault en font un lieu très actif de la Lingonie à l'époque gallo-romaine : un tour de potier antique a été découvert non loin de la gare, témoin d'un artisanat local. En 2013, un trésor de 2000 pièces gauloises a été trouvé dans un champ. Les découvreurs ont tenté de le revendre illégalement et ont été jugés.

### Moyen Âge
Des monnaies mérovingiennes sont frappées à Laignes, en particulier à l'effigie de Charles le Chauve.
Pendant cette période où Laignes appartient au Tonnerrois qui passe des comtes des Champagne au duché de Bourgogne, pour résister aux divers sacs et pillages des bandes armées qui ravagent le pays pendant la Guerre de cent ans, la ville s'entoure de fortifications dont il ne subsiste qu'une grosse tour ronde.

### Époque moderne
À la veille de la Révolution, Laignes dépend au temporel du bailliage de Sens dans le comté de Champagne et au spirituel du diocèse de Langres, doyenné de Châtillon-sur-Seine.

### Époque contemporaine
Située sur la ligne de Nuits-sous-Ravières à Châtillon-sur-Seine toujours utilisée pour le fret, Laignes disposait d'une gare pour les voyageurs jusqu'au 1er juillet 1938.

## Politique et administration
| Période                                  | Période     | Identité           | Étiquette | Qualité                                                                           |
| ---------------------------------------- | ----------- | ------------------ | --------- | --------------------------------------------------------------------------------- |
|                                          | XIXe siècle | Gustave Mauris     | Droite    | Maître de forges Conseiller général du canton de Laignes (1852-1879 et 1882-1892) |
|                                          | 1941        | Emile Noret        | inconnu   |                                                                                   |
| 1941                                     | 1947        | Gabriel Beau       | inconnu   |                                                                                   |
| 1947                                     | 1974        | Émile Lepître      | RI        | Conseiller général du canton de Laignes (1965-1975)                               |
| 1974                                     | 1995        | Jean-Pierre Recq   | UDF       | Conseiller général du canton de Laignes (1975-1994)                               |
| 1995                                     | 2008        | Jean-Paul Noret    | PS        | Conseiller général du canton de Laignes (1994-2015)                               |
| 2008                                     | En cours    | Jean-Michel Antoni | UMP-LR    |                                                                                   |
| Les données manquantes sont à compléter. |             |                    |           |                                                                                   |

Laignes appartient :
- à l'arrondissement de Montbard,
- au canton de Châtillon-sur-Seine et
- à la communauté de communes du Pays Châtillonnais

## Démographie
L'évolution du nombre d'habitants est connue à travers les recensements de la population effectués dans la commune depuis 1793. Pour les communes de moins de 10 000 habitants, une enquête de recensement portant sur toute la population est réalisée tous les cinq ans, les populations de référence des années intermédiaires étant quant à elles estimées par interpolation ou extrapolation. Pour la commune, le premier recensement exhaustif entrant dans le cadre du nouveau dispositif a été réalisé en 2005.

En 2022, la commune comptait 669 habitants, en évolution de −6,3 % par rapport à 2016 (Côte-d'Or : +0,82 %, France hors Mayotte : +2,11 %).
| 1793  | 1800  | 1806  | 1821  | 1831  | 1836  | 1841  | 1846  | 1851  |
| ----- | ----- | ----- | ----- | ----- | ----- | ----- | ----- | ----- |
| 1 520 | 1 559 | 1 768 | 1 514 | 1 476 | 1 492 | 1 563 | 1 534 | 1 547 |

| 1856  | 1861  | 1866  | 1872  | 1876  | 1881  | 1886  | 1891  | 1896  |
| ----- | ----- | ----- | ----- | ----- | ----- | ----- | ----- | ----- |
| 1 421 | 1 410 | 1 391 | 1 380 | 1 340 | 1 341 | 1 289 | 1 232 | 1 158 |

| 1901  | 1906  | 1911  | 1921  | 1926  | 1931  | 1936  | 1946  | 1954  |
| ----- | ----- | ----- | ----- | ----- | ----- | ----- | ----- | ----- |
| 1 149 | 1 186 | 1 138 | 1 068 | 1 072 | 1 109 | 1 051 | 1 046 | 1 047 |

| 1962  | 1968  | 1975  | 1982  | 1990 | 1999 | 2005 | 2006 | 2010 |
| ----- | ----- | ----- | ----- | ---- | ---- | ---- | ---- | ---- |
| 1 032 | 1 073 | 1 004 | 1 008 | 904  | 881  | 874  | 878  | 777  |

| 2015 | 2020 | 2022 | - | - | - | - | - | - |
| ---- | ---- | ---- | - | - | - | - | - | - |
| 734  | 664  | 669  | - | - | - | - | - | - |

## Culture locale et patrimoine

### Lieux et monuments
- Église Saint-Didier  Classé MH (1930)[18], son mobilier et sa statuaire des XVIe et XVIIe[19].
- Sculpture de la résurgence de la Laigne et le bassin dans le centre du village.
- L'ancien café des Chiens Blancs sur la grande place de la mairie, devenu la médiathèque Louis-Blairet,  Inscrit MH (1995)[20]
- Ancienne gare de la ligne de Nuits-sous-Ravières à Châtillon-sur-Seine.
- La tour médiévale à l'entrée ouest de la commune.
- La chapelle Sainte-Marguerite sur la route de Fontaines-les-Sèches.
- L'école élémentaire.

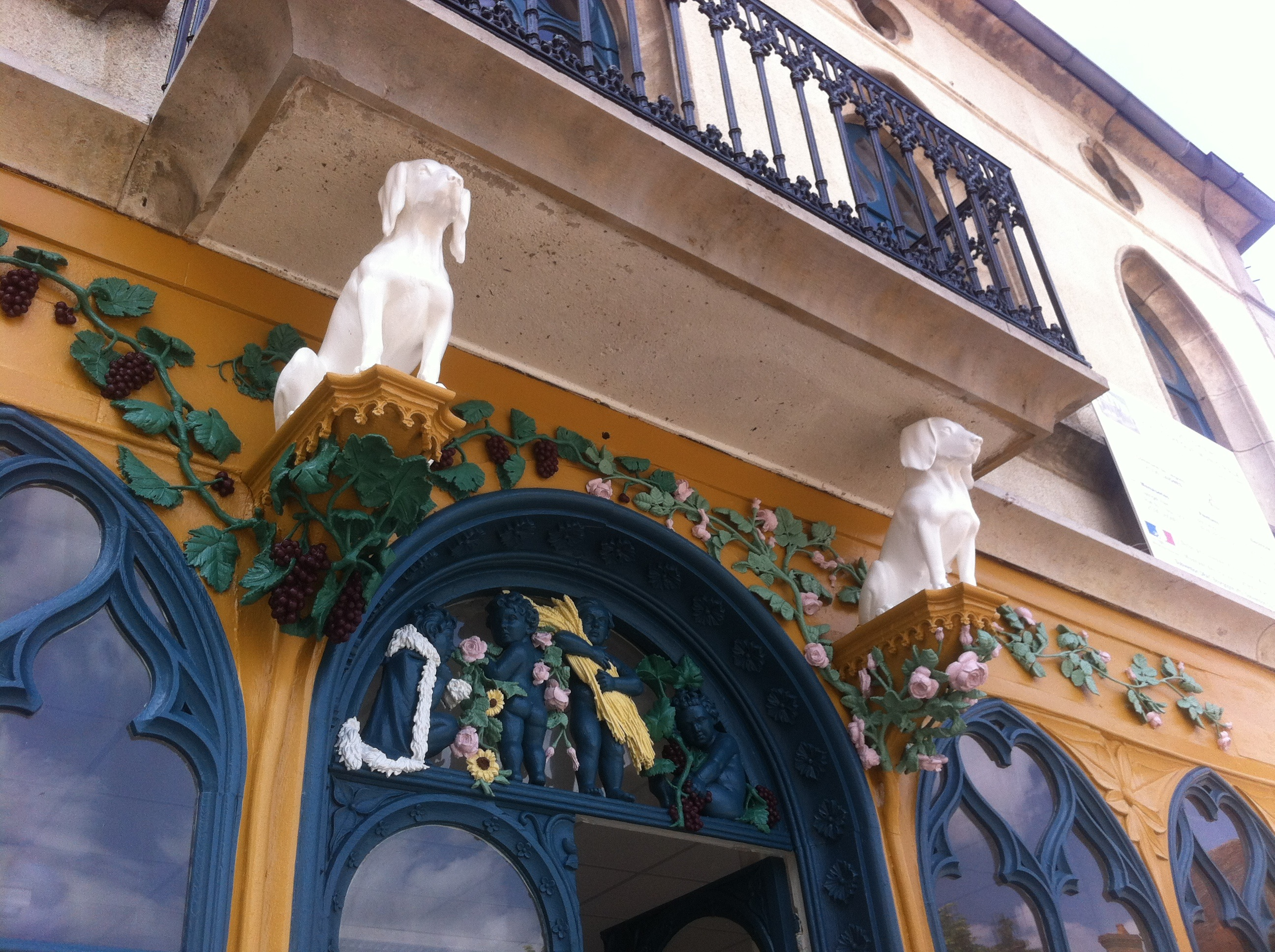
Le café des Chiens Blancs.
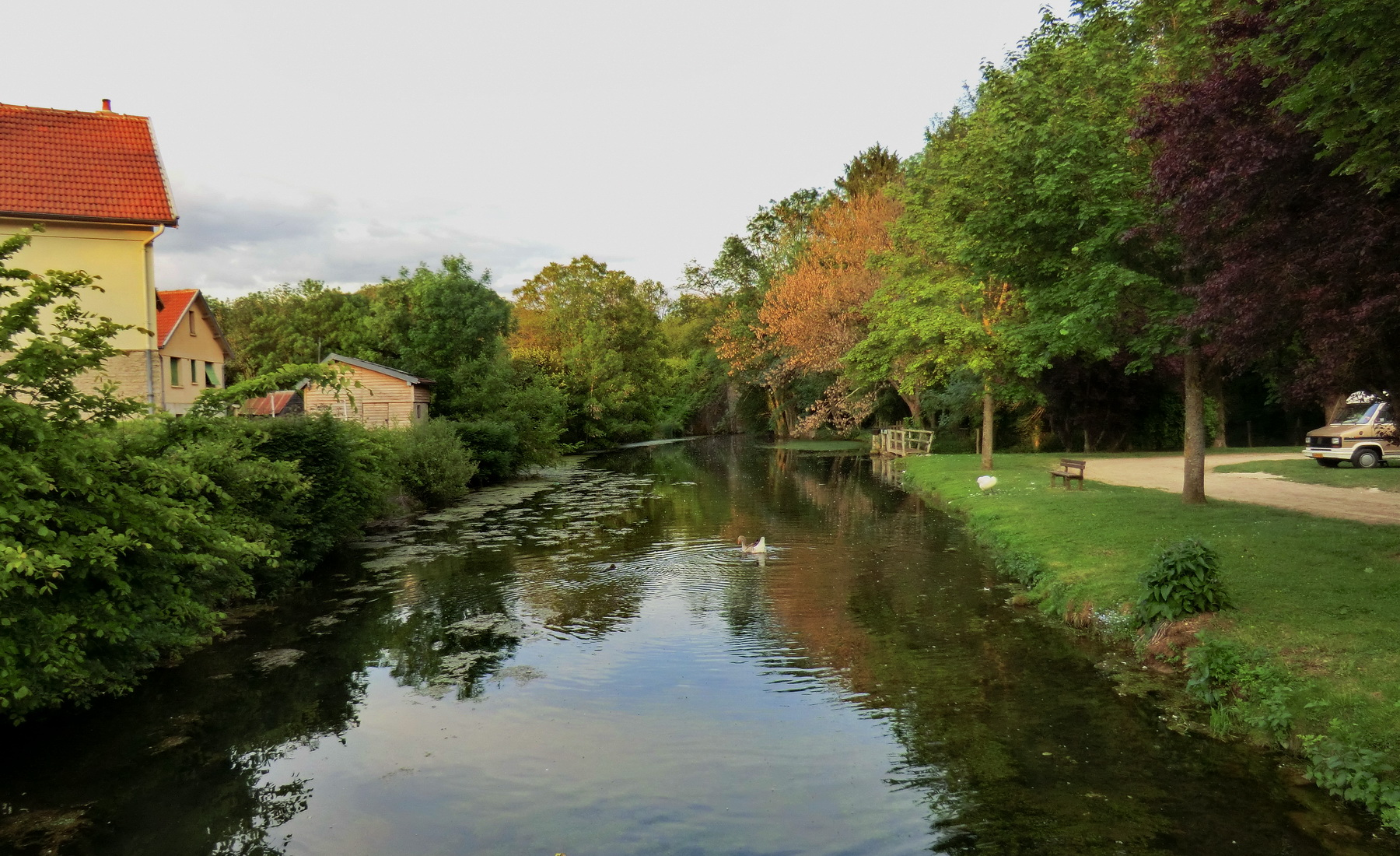
La Laigne.
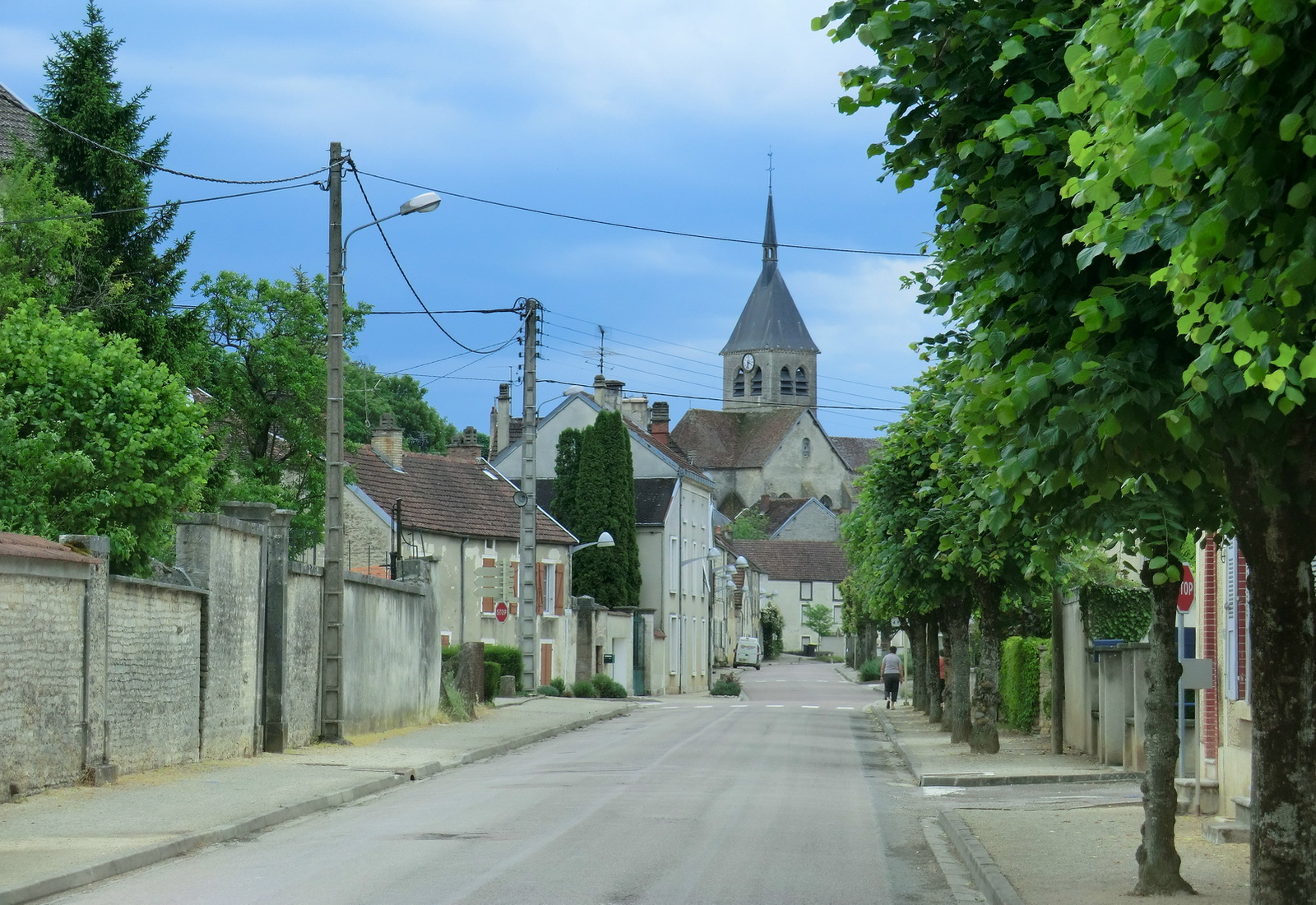
Une rue du village.

### Personnalités liées à la commune
- Henri Tenting (1851-1919) né à Laignes et député de la Côte-d'Or.
- André Metthey (1871-1920) né à Laignes, céramiste. Une partie de ses œuvres est exposée au Musée des beaux-arts de Dijon[21] et au moins cinq pièces appartiennent au fonds du Metropolitan Museum of Art (New York).
- Docteur Paul Robert (1904-1944) né à l'île de la Réunion, médecin à Laignes de 1930 à 1939, conseiller d'arrondissement du canton de Laignes en 1938, torturé puis fusillé par les nazis le 11 juin 1944 à Essarois.
- Marcel Montreuil (1894-1976), peintre, récompensé aux salons de Saint-Mandé et de Vincennes, mention honorable au Salon des Artistes français[22].
- Suzanne Morel-Montreuil (1891-1983), peintre, médaille de Vermeil de la Ville de Paris, médaille d'or au Salon des Artistes français (1969)[23].

#### Personnalités nées à Laignes
- André Metthey (1871-1920) né le 4 juin 1871, céramiste de renommée internationale, décédé à Asnières-sur-Seine en 1920[24].
- André Osterberger (1920-2009) né le 26 octobre 1920, athlète du lancer du marteau ayant été recordman de France en 1950 avec un essai à 51,66 m et en 1952 avec un jet de 52,95 m}}
- Christine Petit (1948) née le 4 février 1948, médecin et chercheur, professeur au Collège de France et à l'Institut Pasteur.

### Héraldique
| Blason de Laignes | Blason  | De gueules à la bande d'or, accompagnée de deux tours d'argent, ajourées et maçonnées de sable. |
| Blason de Laignes | Détails | Le statut officiel du blason reste à déterminer.                                                |